# Stanislav Rázl
Stanislav Rázl (Sopotnice, 13 de abril de 1920 - Praga, 4 de noviembre de 1999) fue un político comunista checoslovaco que se convirtió en el primero de los primeros ministros de la República Socialista Checa del 8 de enero de 1969 al 29 de septiembre del mismo año.

## Biografía

### Juventud
Se graduó de una escuela de gramática y fue admitido para estudiar en la Universidad Carolina. Durante la ocupación alemana, después del cierre de las universidades, estudió en la escuela industrial químico-textil y posteriormente, durante la Segunda Guerra Mundial, trabajó como trabajador forzado en la Alemania nazi. Después de la guerra se graduó de la Universidad de Economía de Praga. En 1945 ingresó en el Partido Comunista de Checoslovaquia.

### Carrera en la industria química
En 1945 se unió a la Asociación para la Producción Química y Metalúrgica (Spolchemie) en Ústí nad Labem, donde fue nombrado asistente del director de la planta en 1946 y luego en 1947 como secretario del director central de Spolchemie en su Dirección General en Praga. De 1951 a 1953 fue jefe de Departamento en el Ministerio de la Industria Química, que se formó en torno a los antecedentes de la organización original de Praga Spolchemie y en 1954 es nombrado viceministro de la Industria Química. De 1956 a 1963, fue nombrado Viceministro para el cargo de Director de la Compañía de la Asociación para la Producción Química y Metalúrgica en  Ústí nad Labem, para el que trabajó de 1945 a 1951. La publicación de la historia de la empresa Spolchemie hizo que Karel Löbl lo describiera de la siguiente manera: "Como gerente capaz Rázl hizo el programa de producción Spolchemie la que existió por varias décadas."
"A pesar de los resultados extraordinarios de Spolchemie, Stanislav Rázl ha sido criticado cada vez más por los altos dirigentes del partido por "oportunismo" y autoritarismo al ignorar las posiciones del partido y un enfoque liberal para comprometerse con personas de "integridad" profesional, pero no política. La jerarquía del partido lo llamaba el "rey industrial" y se retiraron las acusaciones serias contra él. Su posición como gerente exitoso pero independiente del partido de una de las mayores preocupaciones industriales checoslovacas se volvió insostenible". Karel Löbl afirma que en 1963, Rázl, después de un conflicto con el secretario regional del Partido Socialista Unificado de Alemania, fue despedido repentinamente de todos los cargos y acusado oficialmente de sabotaje, espionaje a favor de una potencia extranjera y otros delitos graves por los cuales también fue amenazado con un castigo extraordinario. Esta parte destacada de la vida de Stanislav Rázl, entre otras cosas, inspiró libremente a Jaroslav Dietl para su serie de televisión checoslovaca "Distrito del norte".
De 1963 a 1965, fue destituido de todos los puestos y se convirtió en un empleado ordinario, luego jefe del Departamento del Instituto de Investigación de Tecnología y Economía de Praga. Aquí escribió Plan y mercado, que proponía la introducción de elementos de la economía de mercado en la economía planificada socialista. Ota Šik se opuso a este trabajo, entre otros, y causó una considerable controversia en los círculos económicos profesionales. [ fuente? ]
De 1965 a 1968, Stanislav Rázl se convirtió en Director del Departamento de Desarrollo Prospectivo del Ministerio de Industria Química. En abril de 1968 fue nombrado ministro de Industria Química de la República Socialista de Checoslovaquia (primer gobierno de Oldřich Černík) y ocupó este cargo hasta finales de 1968).

### 1968
El día de la invasión de Checoslovaquia por el Pacto de Varsovia, que acabó con la Primavera de Praga, el 21 de agosto de 1968, Stanislav Rázl (junto con otros ministros entre ellos J. Hanus, V. Kadlec, J. Krejčí, B. Machačová, F. Penc, B. Sucharda, M. Štancel, V Vlčel y V. Hromádka) hizo la primera declaración pública de los miembros del gobierno de la República Socialista de Checoslovaquia en apoyo de todos los funcionarios legalmente elegidos del país, y al mismo tiempo declaró "la ocupación de Checoslovaquia como un acto ilegal". El 22 de agosto de 1968 participó en una reunión extraordinaria del gobierno en el Castillo de Praga, en la que rechazó entregar el poder al llamado gobierno de obreros y campesinos, al mismo tiempo el gobierno adoptó una resolución "en rechazo a la entrada ilegal de tropas del Pacto de Varsovia en Checoslovaquia", y se decidió presentar una nota oficial de protesta al gobierno de la URSS.
Gustáv Husák, a quien se le asignó la tarea de preparar el proyecto de federalización de Checoslovaquia, también se convirtió en vice primer ministro de Oldřich Černík. Con este fin, se formó una gran Comisión de Federalización en mayo de 1968, presidida por Husák, y Stanislav Rázl fue el vicepresidente, quien dirigió su propio proceso de delimitación económica y estructural del estado unitario en tres entidades sucesoras (República Checa, Eslovaquia y la federación). La ley constitucional pertinente sobre la organización federal del estado fue adoptada el 28 de octubre de 1968 y entró en vigencia el 1 de enero de 1969.

### Presidente del primer gobierno checo
El 8 de enero de 1969, tras la federalización de Checoslovaquia, Stanislav Rázl se convirtió en el primer primer ministro de la República Socialista Checa. Por primera vez desde 1948, el gobierno de Rázl fue concebido como un "gobierno de expertos". El 9 de enero de 1969, el nuevo primer gobierno checo hizo su promesa en la sala del antiguo Parlamento checo, en el Castillo de Praga. La declaración del programa del primer gobierno checo fue presentada por su primer ministro Stanislav Rázl el 23 de enero de 1969, "fue concebida en el espíritu de las ideas básicas del proceso de reforma de 1968".
Después de que el estudiante Jan Palach se quemó a sí mismo, el gobierno checo se negó a permanecer indiferente debido al comportamiento moderado de Stanislav Rázl, a pesar de varias recomendaciones del ministro del Interior, Grösser. Una delegación oficial del gobierno fue enviada al funeral de Jan Palach. Extraoficialmente, dos tercios de los miembros del gobierno, incluido el primer ministro Rázl, asistieron al funeral de Palach.
Originalmente se suponía que el proceso de federalización de Checoslovaquia se refería también a la federalización del PCC unitario para que solo el organismo del partido checo, que no se vería influenciado por los eslovacos, se ocuparía de los problemas checos. Por lo tanto, el Comité Central del Partido Comunista decidió la propuesta de Husák de crear en 1968 el Buró para la Conducción del Trabajo del Partido en las Tierras Checas. Además de Stanislav Rázl, otros miembros del Politburó fueron elegidos Oldřich Černík, Lubomír Štrougal o Čestmír Císař.

### Vice primer ministro checo y presidente de la Comisión de Planificación Checa
El historiador Jan Rychlík evalúa a Razl como un tecnócrata experimentado.
Sin embargo, su trabajo al frente del gobierno checo terminó en septiembre de 1969 con el inicio de una fase aguda de normalización y un grupo de políticos más dogmáticos. Fue reemplazado por el conservador comunista Josef Kempný. La posición de Rázl se volvió políticamente insostenible y hubo una presión gradual para liberarlo de su cargo. Según Karel Löbl, también hubo presión sobre su expulsión del Partido Comunista (los miembros de su familia fueron expulsados del Partido Comunista). En el caso de Rázl, sin embargo, hubo cierto apoyo de Gustáv Husák, quien respondió al impulso de Vasiľ Biľak después de la remoción de Rázl diciendo "¿y quién hará el robot?" Rázl mantuvo funciones estatales tan altas en el período posterior. En los gobiernos de Josef Kempný y Josef Korčák, entre 1969 y 1986 ocupó los cargos de vice primer ministro, ministro de Planificación de la República Checoslovaca y Presidente de la Comisión de Planificación Checa.
Sin embargo, su colega Karel Löbl dice en sus memorias que el papel informal de Stanislav Rázl fue mucho más fuerte: "En Kempný y durante muchos años Korčák, él fue el único verdadero jefe del gobierno checo, Rázl, con su administrador indiscutible y su experiencia en fábricas, utilizando su posición decisiva como presidente de la Comisión Checa de Planificación. Su influencia en toda la economía, incluidos los sindicatos checos, fue grande. Fue por sus habilidades, su apego a Štrougal y, sobre todo, por un buen conocimiento de la economía checa y fue totalmente respaldado por el Ministro de Finanzas."
Después de la federalización de Checoslovaquia en enero de 1969, también fue diputado en la Cámara de las Naciones de la Asamblea Federal de Checoslovaquia. Fue nominado al Parlamento Federal por el Consejo Nacional Checo. Permaneció en el parlamento federal hasta el final de su mandato, es decir, hasta las elecciones de 1971. Fue miembro del Consejo Nacional Checo durante mucho tiempo. También fue elegido en las elecciones de 1971, 1976, 1981 y 1986.

### Fin de su carrera política
La alianza de Stanislav Rázl con Lubomír Štrougal duró hasta la década de 1980, cuando por continuos conflictos con el ala izquierda (dogmática) como en el gobierno checo (Ladislav Adamec aún no era del ala pragmática, se mudó allí en la segunda mitad de la década de 1980), y en el liderazgo del Partido Comunista, que se negó a llevar a cabo las reformas económicas necesarias, Rázl renunció a sus cargos gubernamentales. Y se fue a un puesto menos importante en la Oficina del Presidium del Gobierno de la República Socialista de Checoslovaquia, donde trabajó como jefe de la Oficina del Gobierno Federal y asesor principal del primer ministro Lubomir Strougal. Karel Löbl afirma que en la oficina gubernamental "Strougal creó un fondo organizacional confiable y perfecto".
En 1975 fue galardonado con la Orden del Trabajo y en 1980 con la Orden de la República. La hija de Stanislav Rázl es la actriz Regina Rázlová. Se convirtió en presidente de Skloexport, como a mediados de la década de 1990. En la primavera de 1998, Rázl y su hija fueron procesados por el presunto uso indebido de información en el curso del comercio que involucra a Skloexport. Sin embargo, Rázl murió durante la investigación. En 2007, la corte de Skloexport terminó en una renuncia completa. Anteriormente, la absolución en el mismo caso fue dictada por tribunales en Suiza y Austria.